# スチュアート・ベアード
スチュアート・ベアード（Stuart Baird, 1947年11月30日 - ）は、イギリスの編集技師・映画監督・映画プロデューサー。イングランド出身である。
アメリカ映画編集者協会の会員である。

## フィルモグラフィ
- 肉体の悪魔 The Devils （1971年） 編集補佐
- トミー Tommy （1975年） 編集
- リストマニア Lisztomania （1975年） 編集
- オーメン The Omen （1976年） 編集
- スーパーマン Superman （1978年） 編集
- バレンチノ Valentino （1977年） 編集
- アウトランド Outland （1981年） 編集
- 氷壁の女 Five Days One Summer （1982年） 編集
- レボリューション・めぐり逢い Revolution （1985年） 編集
- レディホーク Ladyhawke （1985年） 編集・第二班監督
- リーサル・ウェポン Lethal Weapon （1987年） 編集
- 愛は霧のかなたに Gorillas in the Mist （1988年） 編集
- デッドフォール Tango & Cash （1989年） 編集監修
- リーサル・ウェポン2/炎の約束 Lethal Weapon 2 （1989年） 編集
- ダイ・ハード2 Die Hard 2: Die Harder （1990年） 編集監修
- ラスト・ボーイスカウト The Last Boy Scout （1991年） 編集
- ロビン・フッド Robin Hood: Prince of Thieves （1991年） 編集監修・プロジェクトコンサルタント
- ラジオ・フライヤー Radio Flyer （1992年） 編集
- デモリションマン Demolition Man （1993年） 編集
- マーヴェリック Maverick （1994年） 編集
- エグゼクティブ・デシジョン Executive Decision （1996年） 編集・監督
- 追跡者 U.S. Marshals （1998年） 監督
- トゥームレイダー Lara Croft: Tomb Raider （2001年） 製作総指揮
- ネメシス/S.T.X Star Trek Nemesis （2002年） 編集・監督
- レジェンド・オブ・ゾロ The Legend of Zorro （2005年） 編集
- Superman II: The Richard Donner Cut （2006年） 編集
- 007 カジノ・ロワイヤル Casino Royale （2006年） 編集
- バンテージ・ポイント Vantage Point （2008年） 編集
- ホワイトアウト Whiteout （2009年） 編集監修
- 復讐捜査線 The Edge of Darkness （2010年） 編集
- ソルト Salt （2010年） 編集
- グリーン・ランタン Green Lantern （2011年） 編集
- 007 スカイフォール Skyfall （2012年） 編集
- 47RONIN 47 Rounin（2013年）編集
- トゥームレイダー ファースト・ミッション Tomb Raider（2018年）編集

## 受賞・ノミネート
アカデミー賞
- ノミネート：編集賞 - 1978年『スーパーマン』
- ノミネート：編集賞 - 1988年『愛は霧のかなたに』

アメリカ映画編集者協会賞
- ノミネート：長編映画編集賞 - 1978年『スーパーマン』
- ノミネート：長編映画編集賞（ドラマ部門） - 2006年『007 カジノ・ロワイヤル』

英国アカデミー賞
- ノミネート：編集賞 - 2006年『007 カジノ・ロワイヤル』